# Jordan Francis
Jordan "J-Man" Francis, född 10 maj 1991, är en kanadensisk sångare, dansare, skådespelare och koreograf. Han medverkade i filmerna Camp Rock och Camp Rock 2: The Final Jam.

## Filmografi

### Film
| År   | Titel                      | Karaktär     | Noteringar |
| ---- | -------------------------- | ------------ | ---------- |
| 2008 | Camp Rock                  | Barron James |            |
| 2010 | Camp Rock 2: The Final Jam | Barron James |            |

### TV
| År   | Titel             | Karaktär    | Noteringar       |
| ---- | ----------------- | ----------- | ---------------- |
| 2004 | Lizzie McGuire    | Cristopher  | Lizzies vän      |
| 2005 | Smallville        | Kile Parker | Gästframträdande |
| 2006 | CSI: Miami        | Alan Gibson | Gästframträdande |
| 2010 | Connor Undercover | Whynot      | Biroll           |